# Martin Roos
Martin Roos (madžarsko tudi Márton Roos), nemški duhovnik v Romuniji in katoliški zaslužni škof v Temišvaru oziroma apostolski upravitelj Zrenjanina (Bečkereka), * 17. oktober 1942, Knez (madžarsko Temeskenéz, do 1904 Knéz; romunsko Satchinez; nemško Knees), Madžarsko kraljestvo

## Življenjepis
Martin Roos se je rodil kot edinec 17. oktobra 1942 v vasi Knez  v okraju Knez v romunskem Banatu očetu Martinu in materi Mariji. Tega leta je bil Martin vpoklican v nemško vojsko in je prišel v ujetništvo pod britansko upravo v Nemčiji, od koder se ni nikoli več vrnil v rodni Banat, ampak se je po prisilnem delu 1954 izselil v Kanado k sorodnikom. 1945 so Sovjeti odgnali njegovo mater na prisilno delo v ruske rudnike, kjer je delala vse do 1949. Za Tinčka so med tem skrbeli stari starši. V Knezu je obiskoval osnovno šolo z romunskim in ruskim učnim jezikom. 

### Na duhovniški poti
Želel je postati duhovnik in je zato 1957 vstopil v semenišče v Albi Juliji.  1961 se je skupaj z materjo preselil v Kanado in je tako kot 19-leten fant prvič videl očeta, ki si je z delom prislužil denar za vzdrževanje družine. Tine je odšel v Nemčijo in vpisal bogoslovje na bogoslovni fakulteti v Königsteinu. Duhovniško posvečenje mu je podelil 3. julija 1971 Karl Joseph Leiprecht, škof v Rottenburgu. Kot dušni pastir je deloval v Obertürkheimu 1971–1973 in v Stimpfachu 1973–1990. Poleg tega je imel skrb za Priesterwerk St. Gerhard. Po padcu komunizma se je 1992 vrnil v Temišvar.

## Škof

### Papež v Romuniji
Od 7. do 9. maja 1999 je papež Janez Pavel II. obiskal to pretežno pravoslavno deželo kot prvi papež v zgodovini.  ter kot prvi papež bil navzoč pri pravoslavnem bogoslužju v deželi, kjer je 2002 predstavljalo 1,028,401 katoliččanov 4.7% prebivalcev.

### Odpoved in imenovanje
5. maja 1999 se je zaradi bolezni odpovedal službi temišvarski škof Kräuter; 24. junija  je bil za naslednika imenovan Roos, a posvečen 28. avgusta 1999 kot sedmi škof 1930 ustanovljene škofije Temišvar. Škofovsko posvečenje mu je podelil apostolski nuncij v Romuniji nadškof Jean-Claude Périsset dne 28. avgusta 1999. Soposvečevalca sta bila segedinski škof Endre Gyulay in rezidencijalni škof v Rottenburgu Johannes Kreidler. Škofovsko palico mu je osebno izročil njegov predhodnik, škof Sebastian Kräuter.

### Odlikovanja in priznanja

#### Častni doktorat
Teološka fakulteta Fulda je slavila 4. februarja 2011 svoj tradicionalni praznik na god svetega Hrabanusa Maurusa; tokrat je prejel častni doktorat temišvarski škof Martin Roos. 
Na začetku je škof Roos vodil somaševanje, pri katerem so v kapeli škofijskega semenišča sodelovali nuncij nadškof Périsset , škof Algermissen, kakor tudi rektor  Müller in regens Roth. 
Sledila je slovesna akademija s počastitvijo v veliki dvorani teološke fakultete. Po rektorjevem pozdravu je imel budimpeštanski profesor Nemerkenyi predavanje z naslovom »Stara čanadska škofija« (»Die alte Diözese Csanád«)  ter v zvezi s tem predstavil veliko dejavnost škofa Roosa. Generalni vikar Stanke  je ponazoril: »Kaj povezuje škofiji Temišvar in Fulda?« (Was verbindet die Diözesen Temeswar und Fulda?) Zahvalno besedo so imeli škofje Roos, Périsset in Algermissen.
Roos ima velike zasluge pri raziskovanju cerkvene zgodovine Banata kakor tudi zavoljo izmenjave študentov ter vzgoje duhovnikov. 
Doktorat bogoslovne fakultete Fulda je doslej prejel leta 1983 le zaslužni škof Fulde, profesor Schick. Generalni vikar Stanke se je s škofom Roosom spoprijateljil med skupnim študijem v Königstein/Taunus-u. Od 2004 je Stanke častni kanonik temišvarske stolnice. Slovesnost je poveličal tudi odlično izveden glasbeni nastop z izvajanjem znanih klasikov. 

### Odstop in ponovni nastop
Papež Frančišek je v skladu s smernicami Drugega vatikanskega koncila sprejel 16. maja 2018 odstop temišvarskega škofa Martina Roosa, ki ga je ponudil, ker je napolnil predpisanih 75 let starosti. 
Papež Frančišek pa ga je z odlokom št. 337 z dne 6. marca 2020 po Kongregaciji za škofe imenoval za apostolskega upravitelja "pleno titulo" škofije Zrenjanin v okviru trenutnega zdravstvenega stanja škofa Németa. Novico je 12. marca 2020 objavila uradna spletna stran zrenjaninske škofije (Becicherecul Mare). 11. marca je škof Martin Roos imel prvo srečanje z duhovščino sestrske škofije na škofijskem ordinarijatu v Zrenjaninu v navzočnosti apostolskega nuncija v Srbiji Surianija . Naslednji dan je Roos opravil bratski obisk pri bolnem škofu Németu.

## Dela
- Maria-Radna. Ein Wallfahrtsort im Südosten Europas., Band I, Schnell & Steiner, Regensburg, 1998, ISBN 3-7954-1170-X
- Maria-Radna. Ein Wallfahrtsort im Südosten Europas., Band II, Schnell & Steiner, Regensburg, 2004, ISBN 3-7954-1183-1
- Erbe und Auftrag. Die alte Diözese Csanád, Bd. 1. Teil 1: Von den Anfängen bis zum Ende der Türkenzeit. 1030–1718, 2009 (brez ISBN)
- Gerhard von Csanád. Gestalt eines Bischofs der frühen ungarischen Kirche. Im Eigenverlag der drei Bistümer Szeged-Csanád, Groß-Betschkerek, Temeswar sowie im Verlag Edition Musik Südost. München 2017. 375 o.[11]